# Kowale (rejon żółkiewski)
Kowale (ukr. Ковалі) – wieś na Ukrainie w rejonie lwowskim (wczesniej w rejonie żółkiewskim) obwodu lwowskiego.

## Historia
Pod koniec XIX w. przysiółek wsi Dziewięcierz w powiecie rawskim.